# جيسي وليامز (لاعب كرة قدم)
جيسي وليامز (بالإنجليزية: Jesse Williams)‏ هو لاعب كرة قدم ومدرب كرة قدم بريطاني، (ولد في ويلز في المملكة المتحدة 1903 – 1972 م).